# 小山城 (下野国)
小山城（おやまじょう）は、栃木県小山市城山町（下野国都賀郡小山）にあった日本の城。別名祇園城（ぎおんじょう）。地元では主に祇園城と呼ばれている。城跡は「小山氏城跡（鷲城跡・祇園城跡・中久喜城跡）」の1つ祇園城跡の名称で国の史跡に指定されている。また、関東の富士見百景の一つに選ばれている。

## 歴史・沿革
小山城は、1148年（久安4年）に小山政光によって築かれたとの伝承がある。小山氏は武蔵国に本領を有し藤原秀郷の後裔と称した太田氏の出自で、政光がはじめて下野国小山に移住して小山氏を名乗った。
小山城は中久喜城、鷲城とならび、鎌倉時代に下野国守護を務めた小山氏の主要な居城であった。当初は鷲城の支城であったが、南北朝時代に小山泰朝が居城として以来、小山氏代々の本城となった。1380年（康暦2年）から1383年（永徳2年）にかけて起こった小山義政の乱では、小山方の拠点として文献資料に記された鷲城、岩壺城、新々城、祇園城、宿城のうち「祇園城」が小山城と考えられている。小山氏は義政の乱で鎌倉府により追討され断絶したが、同族の結城家から養子を迎えて再興した。
その後は、代々小山氏の居城であったが、天正4年（1576年）に小山秀綱が北条氏照に降伏して開城し北条氏照の手によって改修され、北関東攻略の拠点となっているが、天正10年（1582年）5月18日になると、織田信長の惣無事令により、信長の家臣である滝川一益の仲介の下、北条氏照から祇園城を返還される。しかし、この和睦には北条氏への帰属が条件として含まれており、北条氏の家臣が小山に滞在するなど、以前のような権力を持つことはできなかった。
小田原征伐ののち、1602年（慶長12年）頃、本多正純が相模国玉縄より入封したが、正純は1619年（元和5年）に宇都宮へ移封となり、小山城は廃城となった。
明治時代には第二代衆議院議長であった星亨の別邸が建てられたが、現存してはおらず、発掘調査で礎石と思われるものが確認された。
別名である祇園城は小山氏の守護神である祇園社（現須賀神社）からとったものである。

## 現況
小山城のあった場所は、現在、城山公園となっている。すぐ近くにある小山市役所の正面入り口前の駐車場に「小山評定跡」石碑と由来碑が設置されている。各曲輪はいずれも空堀によって隔てられており、土塁、空堀、馬出しなどの遺構が明瞭に残っている。また遺構は隣接する天翁院（小山氏の菩提寺）にも残っており、空堀や土塁が確認できる。城山公園の南側には小山御殿跡（元和8年）があり、平成27年に再整備され小山御殿広場となっている（国史跡の範囲に含まれている）。
城跡内には実無しイチョウという古木があり、小山市の天然記念物、とちぎ名木100選に選定されている。

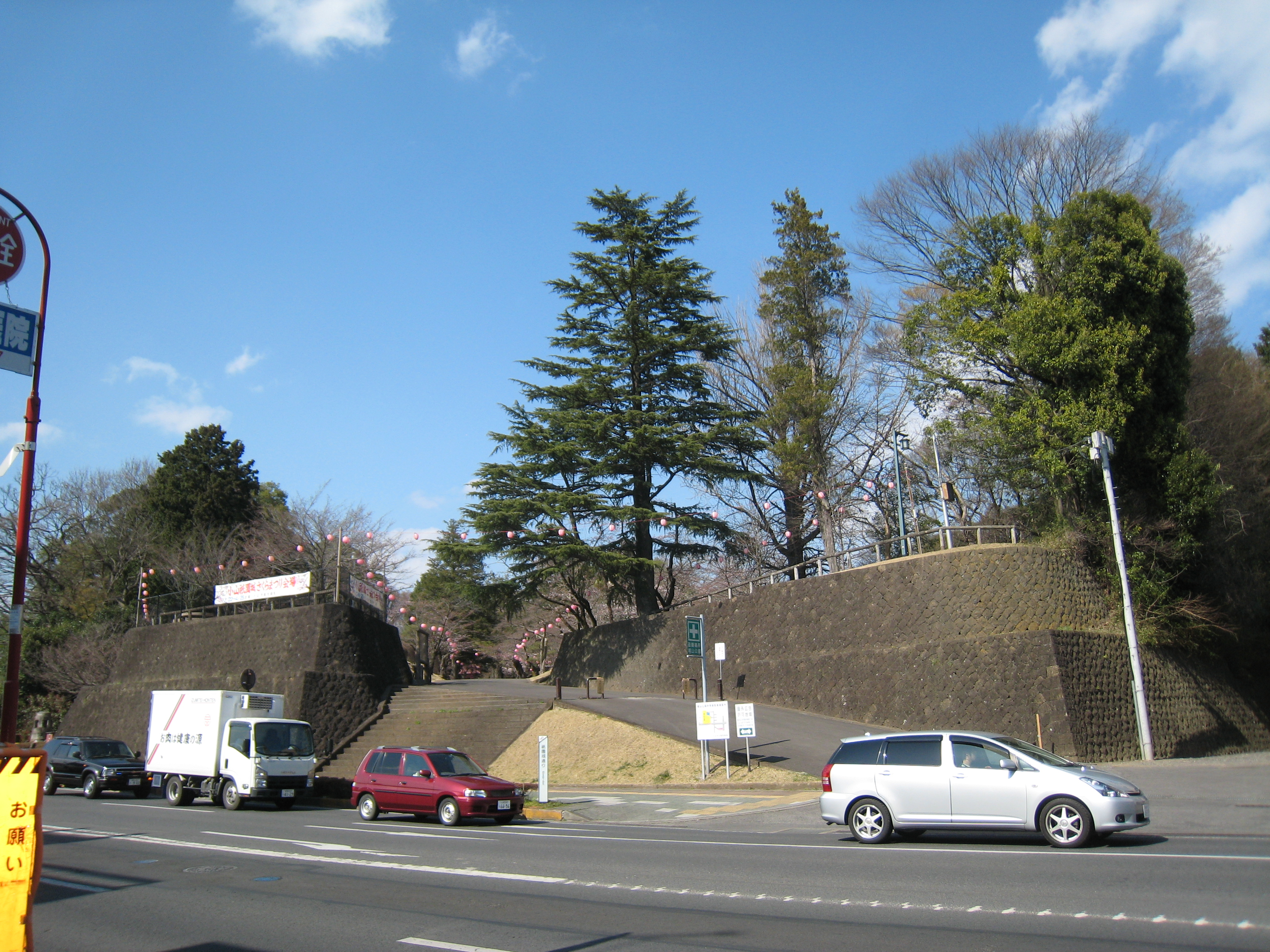
城山公園登城口
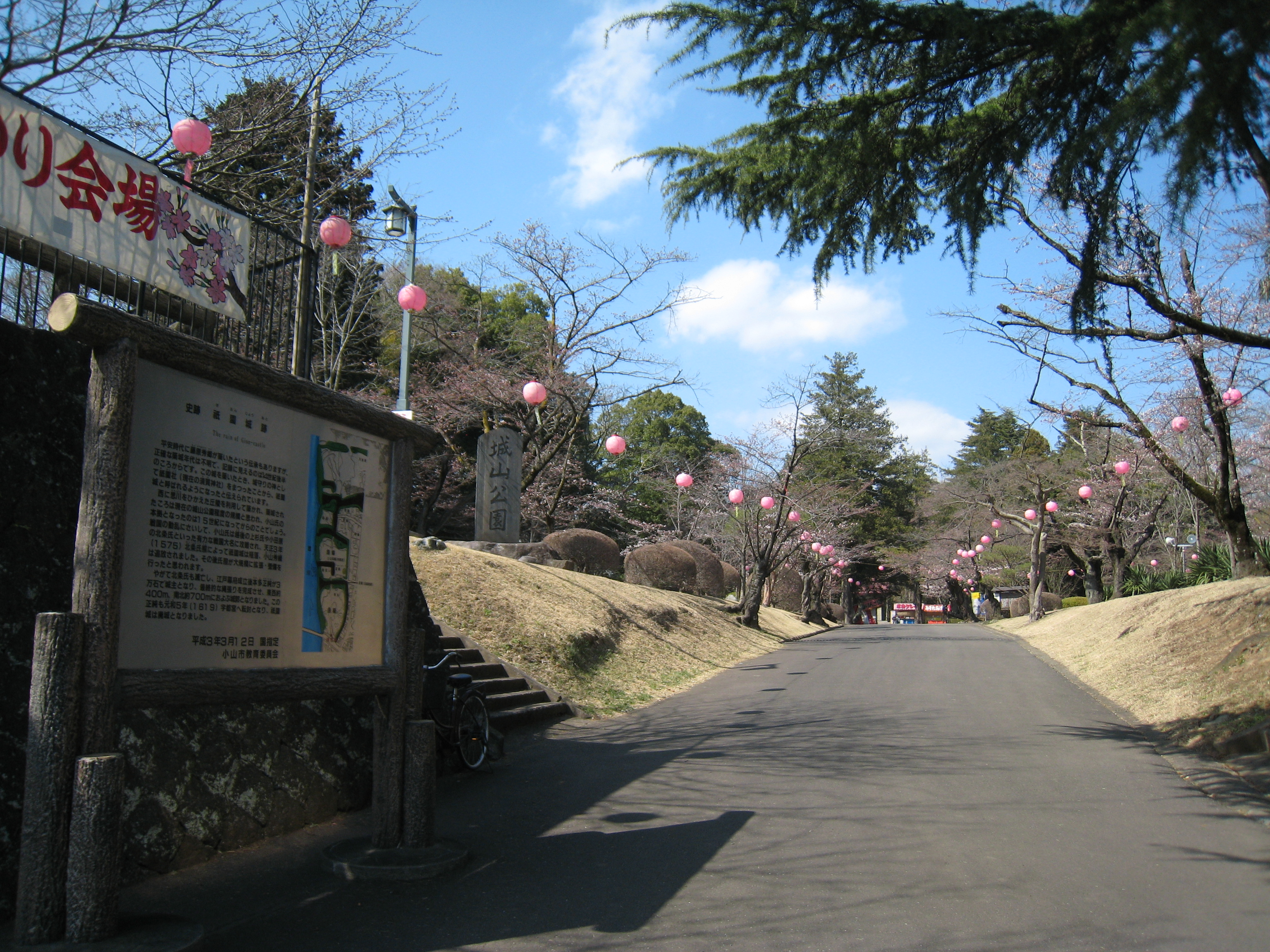
城山公園入口　城山公園碑が見える
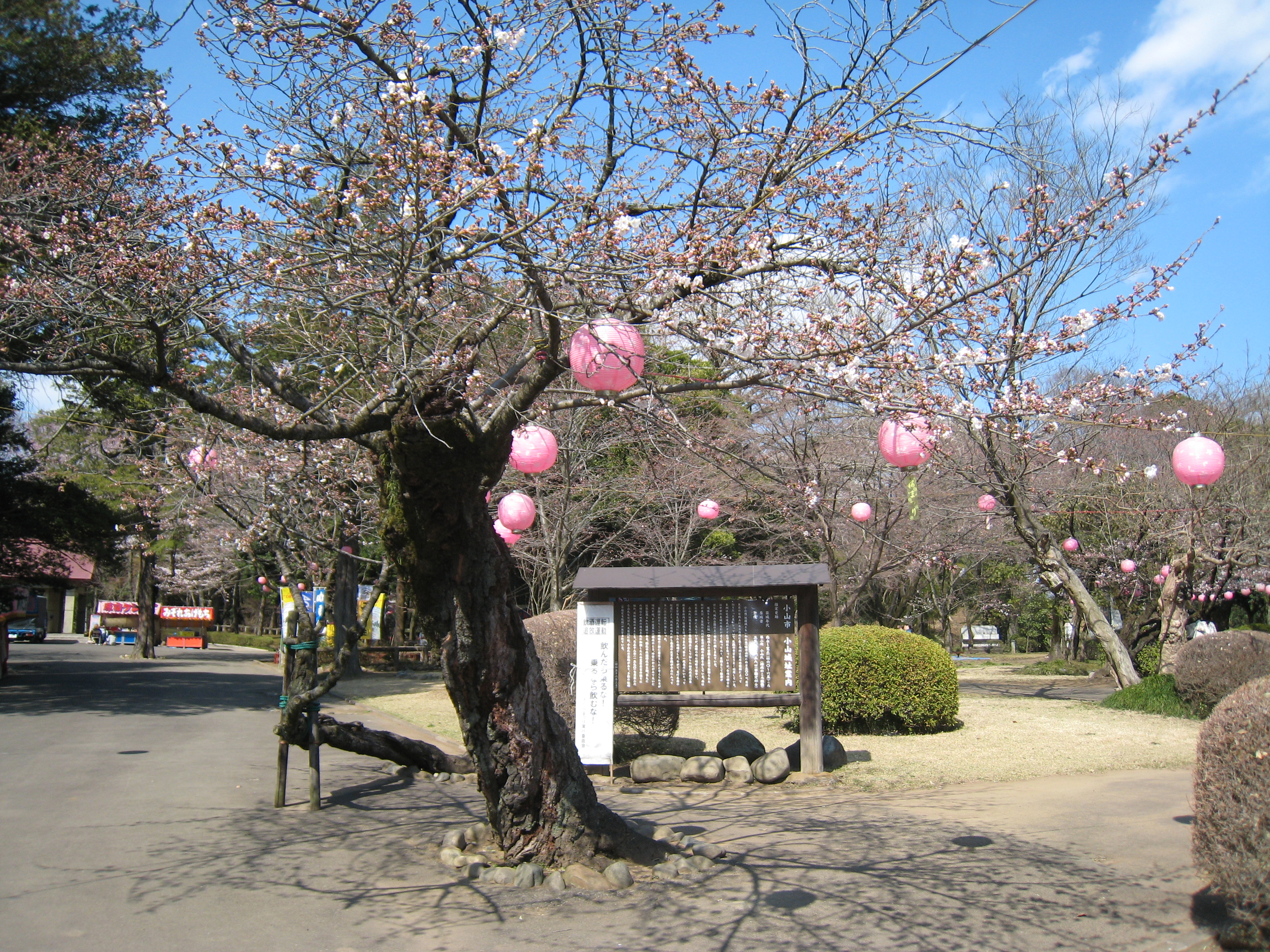
城山公園内部と小山城案内

## 文化財指定
1991年（平成3年）3月12日、小山城跡は「祇園城跡」として鷲城跡とともに国の史跡に指定された（指定名称は「小山氏城跡 鷲城跡 祇園城跡」）。その時点では祇園城跡の南久保曲輪の土塁の一部、また、鷲城跡の本丸の一部が未指定であった。2001年（平成13年）8月7日、両城跡の未指定部分を追加するとともに、あらたに中久喜城跡を追加指定して、史跡指定名称を「小山氏城跡 鷲城跡 祇園城跡 中久喜城跡」に改めた。
また2016年（平成28年）3月4日には、小山市民病院での発掘調査における出土品が「祇園城跡小山市民病院地点出土品」として栃木県指定有形文化財に指定されている。